# Barleria beddomei
Barleria beddomei là một loài thực vật có hoa trong họ Ô rô. Loài này được T.Anderson ex Bedd. mô tả khoa học đầu tiên năm 1874.